# Esagerata (Nikki)
Esagerata è un singolo di Nikki, il secondo estratto dall'album Rock normale.
Il disco contiene due brani: la title track in una versione remixata da Mato Grosso e L'ultimo bicchiere, canzone scritta da Mauro Repetto e Max Pezzali, con cui Nikki partecipò al Festivalbar 1994 e vinse l'edizione dello stesso anno de Un disco per l'estate. Nel 2000 una demo de L'ultimo bicchiere incisa dagli 883 fu pubblicata come bonus track nell'edizione speciale di Nord sud ovest est.

## Tracce
1. Esagerata (Mix) – 5:10 (Nikki, Marco Guarnerio)
2. L'ultimo bicchiere – 5:07 (Mauro Repetto, Max Pezzali)

## Formazione
- Nikki – voce, cori, chitarra ritmica
- Andrea Leonardi – chitarra solista, pianoforte, tastiere, basso
- Mario Riso – batteria

Ospiti
- Max Pezzali – seconda voce in L'ultimo bicchiere